# Sayram Hu
Sayram Hu (chiń. upr. 赛里木湖; chiń. trad. 賽里木湖; pinyin Sàilǐmù Hú) – słono-gorzkie jezioro bezodpływowe pochodzenia tektonicznego w północno-zachodnich Chinach, w regionie autonomicznym Xinjiang, w górach Borohoro Shan (część Tienszanu), ok. 90 km na południowy zachód od miasta Bole. Leży na wysokości 2071,9 m n.p.m., zajmuje powierzchnię ok. 453 km² i ma objętość ok. 21 km³. Głębokość maksymalna wynosi 86 m. Jezioro powstało ok. 70 mln lat temu.
Sayram Hu leży na terytorium Parku Krajobrazowego Sayram Hu (赛里木湖风景名胜区) o powierzchni 1301,4 km², który obejmuje dodatkowo tereny przybrzeżne porośnięte stepem i lasami reliktowymi.